# Александра Чворовић
Александра Чворовић (Бања Лука, 10. фебруар 1976) српска је књижевница и библиотекар.

## Биографија
Завршила је књижевност на Филозофском факултету у Бањој Луци. Магистрирала је на Филолошком факултету у Београду, на одсеку за библиотекарство и информатику. У процесу је израде доктората на катедри за библиотекарство Филозофског факултета Источно Сарајево, истражује област о књигама за децу. Завршила је и едукацију за психолошког савјетника трансакционе анализе на Психополис институту. 
Више година је радила као извршни уредник часописа за књижевност, умјетност и културу Путеви. Била је уредник, новинар, сарадник и члан редакција бројних књижевних и других часописа (Књижевник, Diwan, Албум, Живот, Сарајевске свеске, Ријеч/Реч, Улазница, Квартал,...) Превођена је на енглески, немачки, пољски, дански, мађарски и словеначки језик.
Учесник је бројних књижевних вечери и фестивала у Босни и Херцеговини, Србији, Црној Гори, Хрватској, Словенији, Холандији и Данској. Поезија и проза су јој награђиване. 
Члан је Удружења књижевника Републике Српске и Друштва писаца БиХ. 
Ради као библиотекар-информатор и стручни сарадник за културну и издавачку делатност у Народној и универзитетској библиотеци у Бањој Луци. Води радионице глуме, психолошке подршке и креативног писања за децу.

## Награде
- Изабрана у 10 финалиста на 37. фестивалу културе младих Србије, у Књажевцу (песма Пјесник), 1998.
- Откупна награда за причу на конкурсу "Младен Ољача"; „Глас српски“, Бања Лука (прича Сфинга), 1999.
- Награда „Љупко Рачић“ за најбољу прву књигу, „Глас српски“, Бања Лука (за књигу Шапат глинених дивова), 2000.
- Награда Министарства за науку и културу Републике Српске (за књигу Анђео под креветом), 2001.
- Трећа награда за циклус песама на књижевном конкурсу Фондације „Петар Кочић“, Дортмунд, 2003.
- Најбоља књига прича на Градачачким књижевним сусретима (за књигу Монолог у шољи кафе), 2005.
- Трећа награда за циклус песама на књижевном конкурсу Фондације „Петар Кочић“, Дортмунд, 2006.
- Друга награда за најлепшу љубавну песму 2011 (песма Стани не иди), Библиотека „Јован Томић“, Нова Варош, 2011.
- Финалиста пјесничког турнира ПЕН центра (песма Хисториола), 2011.
- Увршћена у избор најбољих необјављених прича за децу, награда „Стазама дјетињства“ (бајка Пјесник из Незнанграда), Градска библиотека Босанска Крупа, 2011.
- Награда „Слово Подгрмеча“, за књигу песама Надрастање, 2014.
- Награда „Станко Ракита“ за књигу „Чаробна ружа“, 2014.
- Првонаграђена љубавна песма у категорији афирмисани пјесници на 19. књижевном конкурсу поводом Дана заљубљених у Мркоњић Граду, (песма Багрем у чаши), 2020.

## Дела
- Шапат глинених дивова, „Глас српски“, Бања Лука, 2000,
- Анђео под креветом, „КОВ“, Вршац, 2002,
- Монолог у шољи кафе, Јавна библиотека „Алија Исаковић“, Градачац, 2006,
- Цвијет на капији сна, Завод за уџбенике и наставна средства, Источно Сарајево, 2007,
- Надрастање, Удружење књижевника српске, Подружница Бања Лука, Кућа поезије, Бања Лука, 2013.
- Чаробна ружа, Кућа поезије, Бања Лука, 2014.
- Украла ме Шумбаба!, УКРС Подружница Бања Лука, Бања Лука, 2018.
- Пјесмојед, Бесједа, Бања Лука, 2024.

### Заступљена у зборницима и антологијама
- Расејано а сабрано слово, зборник поезије и прозе с „Књижевног конкурса Дортмунд 2003", Фондација „Петар Кочић“, Дортмунд; Удружење књижевника Србије, Београд, 2003,
- Антологија Небо над Бањом Луком, сакупио и приредио: Миленко Стојичић, Бања Лука, 2005.
- Насукани на лист лирике, антологија српске поезије друге половине 20. вијека, Завод за уџбенике и наставна средства, Источно Сарајево, 2006.
- Трагови - Спурен (двојезично издање, превод на немачки), Задужбина „Петар Кочић“, Бања Лука – Београд, 2006.
- Певања народа расељеног, зборник поезије и прозе с књижевног конкурса за награду „Петар Кочић“, Дортмунд, 2006, Удружење књижевника Србије, Београд
- Кикинда шорт - двојка, зборник с фестивала кратке приче, Народна библиотека „Јован Поповић“, Кикинда, 2008.
- Изгубљене звијезде - пригодна стопјесмица босанскохерцеговачких пјесникиња од 1908. до 2008, приредио: Анто Зирдум; ХКД „Напредак“, Сарајево, 2008.
- Киш, уобличења (текстови аутора инспирисаних Данилом Кишом), сакупио и уредио: Миленко Стојичић, УКС, подружница Бања Лука, 2009.
- Изгубљена мјеста (прозно-фотографска публикација); уредници: Хана Стојић и Саша Гаврић; „Шахинпашић“, Сарајево, 2009.
- Да је барем деведесет трећа/ деценија и по босанскохерцеговачког пјесништва/, антологија поезије у избору Марка Вешовића, „Добра књига“, Сарајево, 2010.
- Стазама ђетињства (избор прича с конкурса за најбољу необјављену причу за децу); приредио: Шимо Ешић; „ГББК“, Босанска Крупа; „Босанска ријеч“, Тузла, 2011.
- A Megaphone: Some Enactments, Some Numbers, and Some Essays about the Continued Usefulness of Crotchless-pants-and-a-machine-gun Feminism; urednici: Juliana Spahr i Stephanie Young; "ChainLinks", Oakland-Philadelphia, 2011.
- 22. хаику фестивал (зборник); селектор: Жељко Вучковић; Народна библиотека "Бранко Радичевић", Оџаци, 2011.
- Расуто вријеме – избор из савремене књижевности Републике Српске уредници Ненад Новаковић и Тања Ступар Трифуновић; НУБРС, Бесједа; Бања Лука 2012.
- Кључ за двије браве/Ključ za dve ključavnici (словеначка и српска проза данас/srbska in slovenska proza danes); избор и превод Марјанца Кочевар и Здравко Кецман; Друштво словенаца РС “Триглав” Бања Лука, Društvo za razvijanje prostovoljnega dela Ново Место 2012.
- Антологија српске поезије; уредио Ненад Грујичић; Бранково коло, Сремски Карловци, 2012.
- Чувари вертограда: антологија српске поезије југоисточне Европе"; уредили Славомир Гвозденовић и Миодраг Јакшић; Савез Срба у Румунији; Темишвар 2012/2013.